# Kurt Schmid
Kurt Schmid (11 de febrero de 1932-2 de diciembre de 2000) fue un deportista suizo que compitió en remo. Fue hijo del también remero Karl Schmid.
Participó en dos Juegos Olímpicos de Verano, en los años 1952 y 1960, obteniendo una medalla de bronce en Helsinki 1952 en la prueba de dos sin timonel. Ganó dos medallas en el Campeonato Europeo de Remo, oro en 1950 y bronce en 1951.

## Palmarés internacional
| Juegos Olímpicos   | Juegos Olímpicos     | Juegos Olímpicos  | Juegos Olímpicos |
| Año                | Lugar                | Medalla           | Prueba           |
| ------------------ | -------------------- | ----------------- | ---------------- |
| 1952               | Helsinki (Finlandia) | Medalla de bronce | Dos sin timonel  |
| Campeonato Europeo |                      |                   |                  |
| Año                | Lugar                | Medalla           | Prueba           |
| 1950               | Milán (Italia)       | Medalla de oro    | Dos sin timonel  |
| 1951               | Mâcon (Francia)      | Medalla de bronce | Dos sin timonel  |